# Richard Abegg
Richard Wilhelm Heinrich Abegg (Danzig, 9 de enero de 1869-Teschen, 3 de abril de 1910) fue un químico alemán y pionero de la teoría de la valencia. A partir de sus trabajos de investigación propuso que la diferencia entre la máxima valencia positiva y la máxima valencia negativa de un elemento tiende a ser ocho. Este enunciando llegó a conocerse como la regla de Abegg. Fue un gran entusiasta del viaje en globo y, precisamente, falleció a los 41 años al estrellarse con su globo Schlesien.

## Formación académica y vida profesional
Richard Abegg fue hijo de Wilhelm Abegg y Margarete Friedenthal. Tras iniciar sus educación en Berlín, Abegg se matriculó en química física en la Universidad de Kiel. Más tarde, se desplazó a Tubinga y a Berlín de nuevo.
Abegg recibió su doctorado el 19 de julio de 1891, bajo la tutela de August Wilhelm von Hofmann, en la Universidad de Berlín. Abegg aprendió química orgánica con Hofmann, pero un año antes de finalizar su doctorado, pasó a dedicarse a la Química Física mientras estudiaba con Ostwald (en Leipzig). Más tarde, Abegg fue asistente personal de Nernst (en Gotinga) y de Arrhenius (en Estocolmo).
En 1899, Abegg se convirtió en Privatdozent y en uno de los líderes del Instituto de Química de Breslavia. Un año más tarde, se convirtió en profesor de universidad. Clara Immerwahr estudió y se graduó bajo la tutela de Abegg. En 1909, ya era profesor titular en la Universidad Tecnológica de Breslavia.

## Aportaciones científicas
Junto a su colega Guido Bodländer, publicó trabajos sobre la afinidad electrónica, un concepto fundamental en la química inorgánica. Anticipó la regla del octeto de Gilbert N. Lewis apuntando que los máximos y mínimos estados de oxidación de los elementos suelen diferir en ocho unidades.
Además de esto, teorizó sobre el descenso crioscópico (una de las propiedades coligativas), estudió los poliyoduros de metales alcalinos, los potenciales electroquímicos en disoluciones no acuosas, la constante dieléctrica del hielo y la disociación electrolítica.
Elaboró la base para un manual de química inorgánica (1905-1939).

## Otros datos
Abegg ocupaba su tiempo libre con la fotografía y los viajes en globo. Fue fundador y director del Club Silesiano de Aeronáutica en Breslavia. Además, cumplió funciones de asesor en la presidencia de la Asociación Alemana de Aeronavegantes. Su esposa, Lina, también fue una entusiasta de los globos.
Desde 1901, Abegg fue editor de una revista sobre electroquímica.
Su hermano, Wilhelm Abegg, fue secretario de estado en Prusia.